# Shaphan « Maestro » Williams
Shaphan « Maestro » Williams est un rappeur et producteur de musique américain, originaire de Détroit. Très proche de D12, il est également musicien au sein du collectif Silent Riot. 

## Biographie
Shaphan « Maestro » Williams commence à évoluer dans la scène hip-hop de Détroit au début des années 2000. Très vite, il rencontre les membres de D12 et participe en tant que producteur ou musicien aux projets solos de Proof et de Bizarre. En tant que producteur, il fonde plus tard la structure Silent Riot qui produit des chansons pour King Gordy, Nappy Roots, Talib Kweli ou Raekwon, ainsi que les artistes locaux Chacity, et Monica Blair qu'il connaît depuis l'enfance et avec qui il travaille fréquemment. Avec ses partenaires Londell « Diszazta » Williamson, Marv Won de Fat Killahz et Paul « Quarantine » Johnson, Williams fonde le label Silent Riot Entertainment.
En 2007, il produit la chanson Runnin Out of Time de Pusher Deville et Layzie Bone. En 2008, alors que D12 est au plus mal à la suite de la mort de Proof et de la dépression d'Eminem, Maestro est choisi pour accompagner le groupe lors de sa tournée européenne. Maestro produit également plusieurs morceaux sur les mixtapes du groupe (Return of the Dozen et sa suite) et apparaît à plusieurs reprises en tant que chanteur sur les refrains, devenant quasiment un membre officieux du groupe. Il collabore avec Kuniva sur sa mixtape Retribution, et continue à travailler avec D12. Il produit les beats de la chanson Popsicle de Pusher DeVille et M.J. Robinson publiée en juin 2008.
En 2010, il participe à la chanson The Fan (Skit) issue de l'album Friday Night at St Andrews du rappeur Bizarre. En 2012, il mixe et s'occupe du mastering de la mixtape Midwest Marauders 2 de Kuniva de D12.

## Discographie

### Productions
- 2005 : Bizarre - Hannicap Circus : I Need a Friend
- 2007 : Bizarre - Blue Cheese & Coney Island : So Bad
- 2008 : D12 - Return of the Dozen
- 2010 : Kuniva - Retribution
- 2010 : Bizarre - Friday Night at St. Andrews : Emotions
- 2010 : Bizarre - I Love Canada
- 2011 : D12 : Return of the Dozen Vol. 2
- 2011 : Seven The General : I Got a Lttle Money